# Santa Tell Me
Santa Tell Me ist ein Weihnachtslied der US-amerikanischen Sängerin Ariana Grande. Die Single wurde am 24. November 2014 veröffentlicht. Der Song wurde von Ariana Grande, Savan Kotecha und Ilya Salmanzadeh geschrieben und von Ilya Salmanzadeh produziert.

## Hintergrund
Grande veröffentlichte ihre erste Weihnachts-EP, Christmas Kisses, am 17. Dezember 2013. Das Album enthält die Titel Love Is Everything und Snow in California sowie Coverversionen von Santa Baby und Last Christmas. Santa Tell Me erschien exklusiv auf der japanischen Version zu Christmas Kisses.
Santa Tell Me wurde von Ariana Grande zum ersten Mal am 28. Oktober 2014 in einem Livestream erwähnt. Dort sagte sie, dass sie zunächst kein Weihnachtslied aufnehmen wollte, dann aber ihre Meinung geändert hat. Außerdem kündigte sie ein Musikvideo zu dem Titel an und gab bekannt, dass es ihr Lieblingsstück unter allen Weihnachtsliedern ist, die sie bislang gesungen hat. Am 13. November 2014 kündigte Grande die Single und deren Titel offiziell über Twitter an.

## Komposition
Santa Tell Me ist ein Weihnachtslied mit Einfluss von R&B. Es wurde in G-Dur geschrieben. Der Text handelt davon, dass Ariana Grande vom Weihnachtsmann wissen möchte, ob ihr neuer Partner sich wirklich für sie interessiert und sie nicht, wie andere Partner in ihrer Vergangenheit, verlassen wird. Sie beschreibt ihre Sorgen, sich wieder neu zu verlieben und dass sie jedem Mistelzweig aus dem Weg gehen möchte, solange sie sich nicht sicher ist, ob es echte Liebe von seiner Seite ist.

## Veröffentlichung und Promotion
Unter dem Hashtag #10DaysTilSantaTellMe startete Grande auf Twitter einen zehntägigen Countdown zur Veröffentlichung des Titels. Der erste Live-Auftritt fand am 18. November 2014 im Rahmen des Konzerts A Very Grammy Christmas im Shrine Auditorium in Los Angeles statt.
Am gleichen Tag präsentierte Republic Records das Cover der Single, das einen rosafarbenen Hintergrund und den in goldener Schreibschrift geschriebenen Text Santa Tell Me in der Mitte zeigt. Am 21. November 2014 veröffentlichte das Label auf Instagram einen 15-sekündigen Ausschnitt des Lieds, in dem ein Teil des Refrains zu hören ist.
Am 23. November 2014 twitterte Grande unter dem Hashtag #SantaTellMeTonight einen Link zum iTunes Store. Dort konnte der Titel vorbestellt werden. Die Single wurde am 24. November 2014 um Mitternacht im iTunes Store veröffentlicht. Am selben Tag wurde das Stück in Grandes offiziellen YouTube-Kanal, ArianaGrandeVevo, hochgeladen.

## Musikvideo
Das Musikvideo wurde am 20. November 2014 gefilmt. Regie führte Chris Marrs Piliero, der diese Aufgabe bereits beim Dreh des Musikvideos für Grandes Single Break Free übernommen hatte.

## Kommerzieller Erfolg

### Chartplatzierungen
| Periode   | Höchstplatzierung, GesamtwochenChartplatzierungen (Periode, Platzierungen, Wochen) | Höchstplatzierung, GesamtwochenChartplatzierungen (Periode, Platzierungen, Wochen) | Höchstplatzierung, GesamtwochenChartplatzierungen (Periode, Platzierungen, Wochen) | Höchstplatzierung, GesamtwochenChartplatzierungen (Periode, Platzierungen, Wochen) | Höchstplatzierung, GesamtwochenChartplatzierungen (Periode, Platzierungen, Wochen) |
| Periode   | DE                                                                                 | AT                                                                                 | CH                                                                                 | UK                                                                                 | US                                                                                 |
| --------- | ---------------------------------------------------------------------------------- | ---------------------------------------------------------------------------------- | ---------------------------------------------------------------------------------- | ---------------------------------------------------------------------------------- | ---------------------------------------------------------------------------------- |
| 2014/15   | —                                                                                  | —                                                                                  | —                                                                                  | UK68 (3 Wo.)UK                                                                     | US42 (5 Wo.)US                                                                     |
|           |                                                                                    |                                                                                    |                                                                                    |                                                                                    |                                                                                    |
|           |                                                                                    |                                                                                    |                                                                                    |                                                                                    |                                                                                    |
| 2016/17   | —                                                                                  | —                                                                                  | —                                                                                  | UK90 (2 Wo.)UK                                                                     | —                                                                                  |
| 2017/18   | DE22 (4 Wo.)DE                                                                     | AT34 (3 Wo.)AT                                                                     | CH36 (3 Wo.)CH                                                                     | UK28 (4 Wo.)UK                                                                     | —                                                                                  |
| 2018/19   | DE14 (4 Wo.)DE                                                                     | AT15 (4 Wo.)AT                                                                     | CH7 (4 Wo.)CH                                                                      | UK13 (4 Wo.)UK                                                                     | —                                                                                  |
| 2019/20   | DE11 (5 Wo.)DE                                                                     | AT10 (4 Wo.)AT                                                                     | CH5 (4 Wo.)CH                                                                      | UK13 (5 Wo.)UK                                                                     | —                                                                                  |
| 2020/21   | DE10 (6 Wo.)DE                                                                     | AT7 (6 Wo.)AT                                                                      | CH5 (6 Wo.)CH                                                                      | UK11 (5 Wo.)UK                                                                     | US17 (3 Wo.)US                                                                     |
| 2021/22   | DE13 (6 Wo.)DE                                                                     | AT7 (6 Wo.)AT                                                                      | CH9 (6 Wo.)CH                                                                      | UK13 (6 Wo.)UK                                                                     | US18 (5 Wo.)US                                                                     |
| 2022/23   | DE13 (6 Wo.)DE                                                                     | AT9 (6 Wo.)AT                                                                      | CH6 (6 Wo.)CH                                                                      | UK14 (6 Wo.)UK                                                                     | US12 (5 Wo.)US                                                                     |
| 2023/24   | DE10 (6 Wo.)DE                                                                     | AT10 (6 Wo.)AT                                                                     | CH6 (7 Wo.)CH                                                                      | UK8 (7 Wo.)UK                                                                      | US11 (6 Wo.)US                                                                     |
| 2024/25   | DE9 (7 Wo.)DE                                                                      | AT8 (6 Wo.)AT                                                                      | CH8 (6 Wo.)CH                                                                      | UK8 (7 Wo.)UK                                                                      | US5 (5 Wo.)US                                                                      |
| Insgesamt | DE9 (44 Wo.)DE                                                                     | AT7 (41 Wo.)AT                                                                     | CH5 (42 Wo.)CH                                                                     | UK8 (49 Wo.)UK                                                                     | US5 (29 Wo.)US                                                                     |

| ChartsJahrescharts (2023) | Platzierung |
| ------------------------- | ----------- |
| Österreich (Ö3)           | 75          |

| ChartsJahrescharts (2024) | Platzierung |
| ------------------------- | ----------- |
| Österreich (Ö3)           | 66          |

### Auszeichnungen für Musikverkäufe
| Land/Region                  | Auszeichnungen für Musikverkäufe (Land/Region, Auszeichnung, Verkäufe) | Verkäufe  |
| ---------------------------- | ---------------------------------------------------------------------- | --------- |
| Australien (ARIA)            | 3× Platin                                                              | 210.000   |
| Brasilien (PMB)              | Platin                                                                 | 60.000    |
| Dänemark (IFPI)              | 4× Platin                                                              | 360.000   |
| Deutschland (BVMI)           | Platin                                                                 | 400.000   |
| Griechenland (IFPI)          | Platin                                                                 | 20.000    |
| Italien (FIMI)               | 2× Platin                                                              | 200.000   |
| Kanada (MC)                  | 5× Platin                                                              | 400.000   |
| Neuseeland (RMNZ)            | 2× Platin                                                              | 60.000    |
| Norwegen (IFPI)              | 3× Platin                                                              | 180.000   |
| Österreich (IFPI)            | 3× Platin                                                              | 90.000    |
| Portugal (AFP)               | Platin                                                                 | 10.000    |
| Schweden (IFPI)              | 3× Platin                                                              | 240.000   |
| Schweiz (IFPI)               | Gold                                                                   | 15.000    |
| Spanien (Promusicae)         | Platin                                                                 | 60.000    |
| Ungarn (MAHASZ)              | Platin                                                                 | 4.000     |
| Vereinigte Staaten (RIAA)    | 4× Platin                                                              | 4.000.000 |
| Vereinigtes Königreich (BPI) | 3× Platin                                                              | 1.980.000 |
| Insgesamt                    | 1× Gold · 38× Platin ·                                                 | 8.289.000 |

Hauptartikel: Ariana Grande/Auszeichnungen für Musikverkäufe

### Auszeichnungen für Musikstreaming
| Land/Region  | Auszeichnungen für Musikverkäufe (Land/Region, Auszeichnung, Verkäufe) | Verkäufe   |
| ------------ | ---------------------------------------------------------------------- | ---------- |
| Japan (RIAJ) | Gold                                                                   | 50.000.000 |
| Insgesamt    | 1× Gold ·                                                              | 50.000.000 |

Hauptartikel: Ariana Grande/Auszeichnungen für Musikverkäufe